# Osternacht

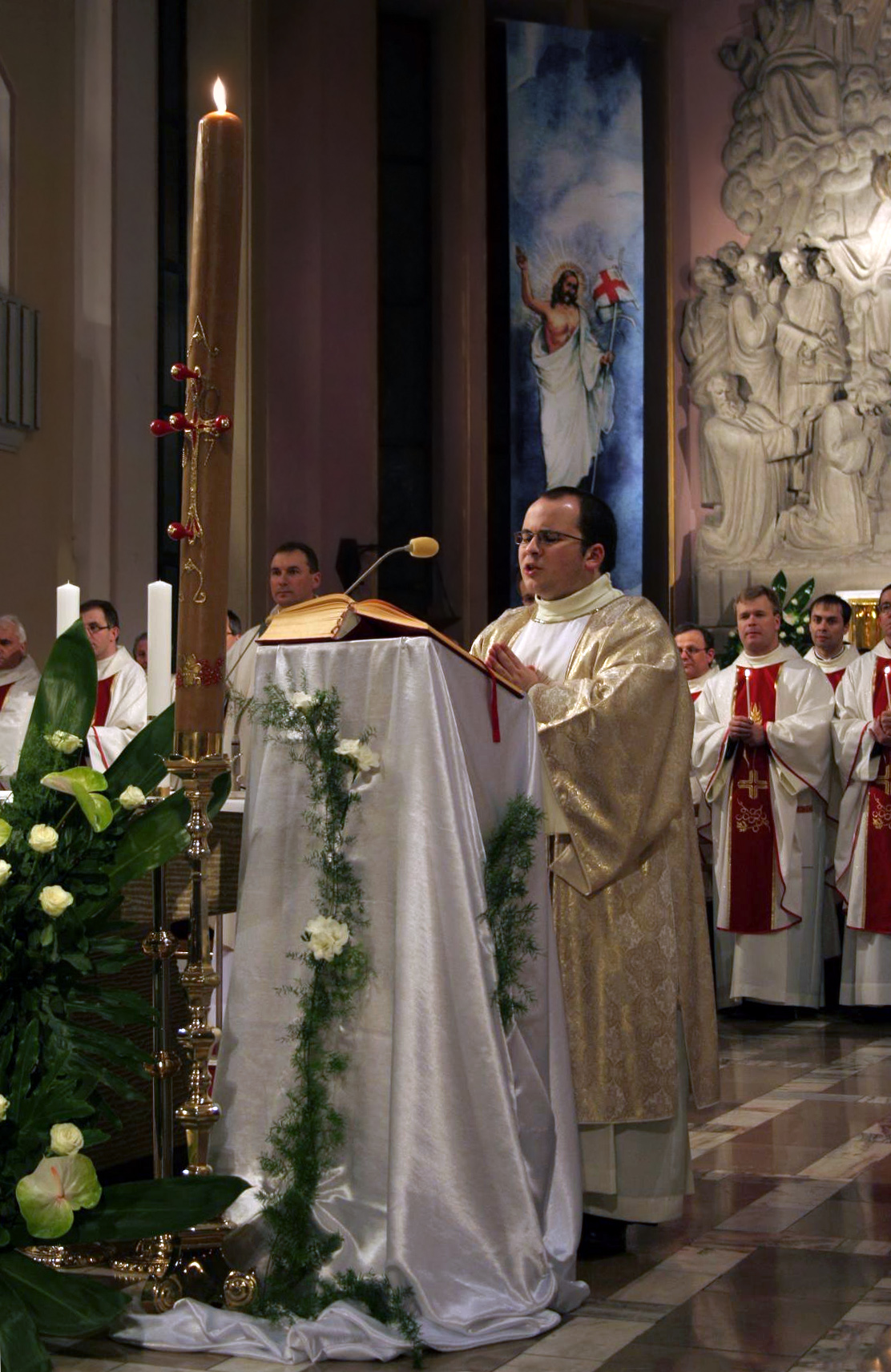
Ein Diakon singt das Exsultet, den Lobpreis zur Osterkerze

Die Osternacht (auch Ostervigil genannt: lat. Vigilia paschalis in Nocte Sancta), die Nacht vom Karsamstag auf den Ostersonntag, ist im Kirchenjahr die „Nacht der Nächte“: eine Nacht des Wachens und Betens zum Gedenken an die Auferstehung Jesu Christi von den Toten und damit an den Durchgang vom Tod ins Leben.
In den Kirchen Mitteleuropas wird der Karsamstag still begangen, mündet aber in den feierlichen Gottesdienst der Osternacht. Die liturgische Feier der hochheiligen Osternacht beginnt entweder am Vorabend frühestens nach Sonnenuntergang oder in der Frühe des Ostermorgens zwischen 4 und 6 Uhr, vor der Morgendämmerung. Auf den Wortgottesdienst folgen die Taufliturgie bzw. das Taufgedächtnis und die Feier der Eucharistie.
Daneben gibt es auch die Form der „Vollvigil“, bei der am Anfang der Nacht die Lichtfeier steht, über die Nacht die Lesungen mit ihren Antwortgesängen und Orationen mit langen Zeiten der Stille erfolgen und gegen Morgen die Feier mit dem Gloria fortgesetzt wird. In diesem Fall versammelt sich die feiernde Gemeinde zu Beginn, kann während der Lesungen in „Schichten“ anwesend sein und feiert dann zum Gloria wieder vollständig mit. Mit dieser Form der Vollvigil hat die Lichtfeier ihren sinnvollen Platz am Beginn der Nacht, die Lesungen in der Nacht gestalten die Zeit des Wartens, und die gemeinsame Feier von Gloria, Osterlesungen, Taufe und Eucharistiefeier im Morgengrauen berücksichtigen die Zeitangaben der Osterevangelien.

## Geschichtliche Entwicklung

### Spätantike
Sehr vage sind die Informationen zur Ostervigil, wie sie im 2./3. Jahrhundert in Kleinasien und Syrien begangen wurde. Demnach war die Vigil zweiteilig: es gab eine Nachtwache mit Lesungen und Gebeten. Das Warten war betont. Beim ersten Hahnenschrei (also um etwa 3 Uhr nachts) folgte eine Eucharistiefeier in österlicher Freude, mit der das mehrtägige vorösterliche Trauerfasten endete. Wie immer die Details gewesen sein mögen, deutlich ist der Prozesscharakter: Dunkelheit/Licht, Fasten/Mahl, Trauer/Freude.
Innerhalb der Heiligen Woche, wie sie für das 4. Jahrhundert aus Jerusalem bezeugt ist, stellt die Ostervigil eine Art Fremdkörper dar. Die Heilige Woche vollzieht die Stationen der Passionsgeschichte zur richtigen Zeit und am richtigen Ort (in Jerusalem und Umgebung) nach; die Ostervigil verlässt mit ihren umfangreichen Lesungen aus dem Alten Testament dieses Schema und scheint anderen Prinzipien zu folgen. Daraus wurde oft geschlossen, dass die Ostervigil älter ist und nachträglich in die Heilige Woche integriert wurde. Für ihr hohes Alter spricht, dass Ambrosius von Mailand und Augustinus stets die Ostervigil als Paschafest bezeichnen. Die Vigil des Epiphaniasfestes (nach dem Armenischen Lektionar) bildet mit den alttestamentlichen Lesungen eine Parallele zur Ostervigil. Nach einem Vorschlag von Robert Taft wurden die Schriftlesungen in der Osternacht ausgedehnt, weil diese Nacht sich zum wichtigsten Tauftermin entwickelt hatte, so dass die Taufspendung durch den Bischof entsprechend lange dauerte. Unterdessen hörte die Gemeinde die Lesungen. Für die Auswahl der Lesungen wurde die Übernahme einer alten jüdischen Tradition vermutet; dies lässt sich aber anhand der Quellen nicht verifizieren. Clemens Leonhard urteilt: „Das System der Lesungen in der Osternacht ist eine rein christliche Erfindung des späten 4. und frühen 5. Jahrhunderts.“ Die Auswahl der Osternachtslesungen wende sich nicht polemisch gegen eine jüdische Leseordnung und sei auch keine Adaption einer jüdischen Liturgie. Dass die Lesungen in groben Zügen einen Abriss der Heilsgeschichte darstellen, sei ein Nebeneffekt; sie seien ausgewählt, weil sie verschiedene biblische Perspektiven auf Ostern bieten. So sei die Schöpfungsgeschichte ausgewählt worden, weil sie mit dem Sündenfall endet und dieser nach christlichem Glauben durch Christi Tod und Auferstehung geheilt wurde.
Neben den umfangreichen alttestamentlichen Lesungen macht der Lichtritus eine Besonderheit der Osternacht aus. Er besagt mehr als die Selbstverständlichkeit, dass man in der Nacht, jedenfalls für die Lesungen, eine Lichtquelle brauchte. Hier sind Einflüsse aus dem täglichen Abendgottesdienst (Luzernar), von Lichtriten in Zusammenhang mit der Taufe und aus antiken Mysterienkulten wahrscheinlich.

### Mittelalter und Reformationszeit
Die Osternachtsfeier war im Mittelalter vielfältig. So sind für die Titelkirchen im Rom des 7. Jahrhunderts einerseits die gelasianische Lichtfeier mit Osterkerze und Osterlobpreis (nicht das Exsultet) sowie 14 alttestamentlichen Lesungen und Cantica, andererseits die gregorianische Papstliturgie mit schlichtem Lichtritus, Steigerung der Beleuchtung während des Gottesdienstes und sechs Lesungen (vier alttestamentliche, zwei neutestamentliche) sowie Mischformen von beiden bezeugt.
Tendenzen, die Ostervigil in den Karsamstag vorzuverlegen, machten sich früh bemerkbar. Gottesdienste in der Nacht hatten für die Gemeinden im antiken Mittelmeerraum eine andere Atmosphäre als in einer mittelalterlichen europäischen Stadt (kalt, feucht und sehr dunkel). In der lateinischen Kirche wurde die Vigil von der Eucharistiefeier am Ostersonntagmorgen gelöst. Die Osternachtsfeier wurde bereits im Spätmittelalter auf den Karsamstagnachmittag und dann sogar -vormittag vorgezogen. Das Missale Romanum von 1570 schrieb dann vor, sie als Vigilmesse am Karsamstagvormittag zu begehen. „Verbindlichkeit hinsichtlich der [vorverlegten] Osternachtfeier erhielt 1570 die damalige stadtrömische Liturgie, eine Mischform, die sich im römischen Kurienmissale seit dem 13. Jahrhundert findet.“ Nachdem Karfreitag und Karsamstag gewöhnliche Arbeitstage geworden waren, genoss sie außerhalb des Klerus nur noch geringe Popularität.
Am Vorabend der Reformation war die Ostervigil eine Feier am frühen Karsamstagmorgen mit wenigen Gemeindegliedern. Das lässt sich aus Angaben bei Johannes Eck für Ingolstadt rekonstruieren. Im Raum des Luthertums gab es positive und negative Stimmen zur Ostervigil. Für die Wittenberger Reformatoren zählte die Ostervigil nicht zu den Formen mittelalterlicher Religiosität, die abgeschafft werden sollten. Vielmehr ist von der Marienkirche Dessau bekannt, dass sie dort in den 1530er Jahren teils deutsch, teils lateinisch weiter gefeiert wurde; Philipp Melanchthon äußerte sich positiv dazu. In der frühen lutherischen Kirche wurden alle Elemente aus der Feier der Osternacht ausgeschieden, die als unevangelisch galten, so die Segnung des Feuers, die Kerzenweihe, die Wasserweihe und die Anrufung der Heiligen. An diese Stelle trat die vollständige Lesung des Osterevangeliums. Während man für den Vortrag der Passionsgeschichte die alten, vorreformatorischen Töne übernahm, gab es für das Osterevangelium keine Vorbilder. So schuf man eine neue, festliche Tonfolge. So war die alte Feier der Osternacht in neuer Form in die lutherische Kirche zurückgekehrt; wobei das Neue gleichzeitig das Alte war, denn mindestens bis ins 5. Jahrhundert war die Lesung der Ostergeschichte zentraler Bestandteil der Osternachtsfeier. Andreas Osianders Nürnberger Kirchenordnung (1533) dagegen kritisierte die Ostervigil als „eine Anhäufung unnötiger und kindischer Zeremonien“; sie solle wie die Realbenediktionen (Kräuter- und Kerzenweihen usw.) abgeschafft bleiben. Seit 1582 gibt es im Luthertum keine Ostervigil als öffentlichen Gottesdienst mehr.

### 20. Jahrhundert
Die Wiederherstellung der „wahren Zeit“ der Feier wurde im 20. Jh. zu einem Hauptanliegen der römisch-katholischen Liturgiereform. Da dies wegen des päpstlichen ius liturgicum nur mit Zustimmung Roms geschehen konnte, waren umfangreiche Vorarbeiten und Gespräche notwendig; diese sind sehr gut dokumentiert. Am Anfang standen Einzelpersönlichkeiten wie Pius Parsch, der seit 1926 eine erneuerte Osternachtsfeier forderte und dann auch in seiner Gemeinde praktizierte (sie begann am frühen Ostersonntag, nachts um 2 Uhr). Odo Casels Mysterientheologie machte die Osternacht zum Kultmysterium schlechthin. Romano Guardini stellte den Kontakt zur katholischen Jugendbewegung her. Auf Burg Rothenfels (Quickborn) wurde in den 1930er-Jahren die Heilige Woche regelmäßig und intensiv begangen, die in der Osternachtfeier gipfelte. In der Leipziger Liebfrauenkirche fand die Ostervigil 1932 bis 1936 in der Frühe des Ostermorgens statt, wurde dann aber vom Ortsbischof untersagt: zwei Beispiele für die ambivalente Haltung der Amtskirche, die zwischen Akzeptanz und Verbot schwankte. Da auch französische und deutsche Bischöfe das Reformanliegen mittrugen, veranlasste Papst Pius XII. eine Überarbeitung der Liturgie der Karwoche; als erstes wurde 1951 die nächtliche Ostervigil durch Dekret Dominicae resurrectionis vigiliam der römischen Ritenkongregation ad experimentum genehmigt. 1955 wurde die Osternacht durch das Dekret De instauratate vigiliae paschalis facultativa celebratione ulterius proroganda neu geordnet und verbindlich geregelt. Nach dem Zweiten Vatikanischen Konzil gab es einige weitere Veränderungen, seit 1970 ist der Ritus agendarisch festgelegt. Die Liturgie, die „Mutter aller Vigilien“, soll als nächtliche Vigil gehalten werden, d. h. erst nach Anbruch der Dunkelheit beginnen und vor dem Morgengrauen des Sonntags enden. In der gemeindlichen Praxis wird diese Osternacht aber aus pragmatischen Gründen oft am Karsamstagabend und nicht vor Sonnenaufgang am Ostersonntag begangen. Als Gegenentwurf wird eine Begehung der gesamten Nacht von Samstag auf Sonntag (Vollvigil) vorgeschlagen.
In der evangelischen Kirche wurde die Rückgewinnung der Osternacht von der jüngeren Liturgischen Bewegung getragen (u. a. Hochkirchliche Bewegung, Berneuchener Bewegung). Nach frühen Experimenten im Raum Hannover (referiert 1954 von Christhard Mahrenholz) erscheint eine erste Liturgie der evangelischen Osternacht in Der Deutsche Dom (1936). Es folgen eine von Wilhelm Stählin und Horst Schumann herausgegebene Berneuchener Osternachtsagende (1951) und eine von Mahrenholz im Auftrag der Lutherischen Liturgischen Konferenz herausgegebene Agende Die Feier der Osternacht (1954). Mit der Ausbreitung der Osternachtsfeier in zahlreiche evangelische Ortsgemeinden hatten die Vertreter der Liturgischen Bewegung nicht gerechnet; eine Folge war die Vielfalt an Modellen und Entwürfen mit Einflüssen aus den damals neu entwickelten Kinder- und Familiengottesdiensten und den liturgischen Innovationen der Kirchentage (Feierabendmahl, Liturgische Nacht, Politisches Nachtgebet). Auch die Berneuchener Osternachtsfeier entwickelt sich weiter, wie die Überarbeitungen durch Karl Bernhard Ritter (1961) und Alexander Völker (1983) veranschaulichen. Das Evangelische Gottesdienstbuch (1999) enthält seiner Zielsetzung entsprechend keine Ordnung der Osternacht.
In reformierten Gemeinden der Schweiz verlief die Entwicklung ähnlich, nachdem 1973 in Zürich-Witikon eine erste reformierte Ostervigil gefeiert wurde. 1983 veröffentlichte die Liturgiekommission der deutschsprachigen Schweiz innerhalb des Werkes Liturgie, Band 3: Das Abendmahl eine Agende der Osternacht. Auf diese Agende, ebenso wie auf die 2011 von der VELKD veröffentlichten Agende Passion und Ostern, wirkt auch die Osternachtsfeier von Taizé (Max Thurian, Pastorale liturgique. La célebration de la nuit pascale, 1957) ein.

## Die Feier in der römisch-katholischen Kirche

### Römischer Ritus

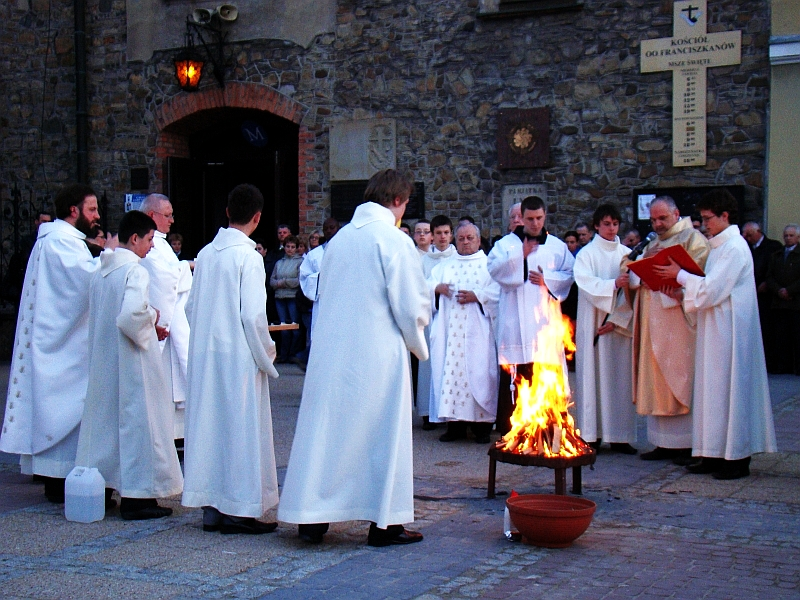
Weihe des Osterfeuers

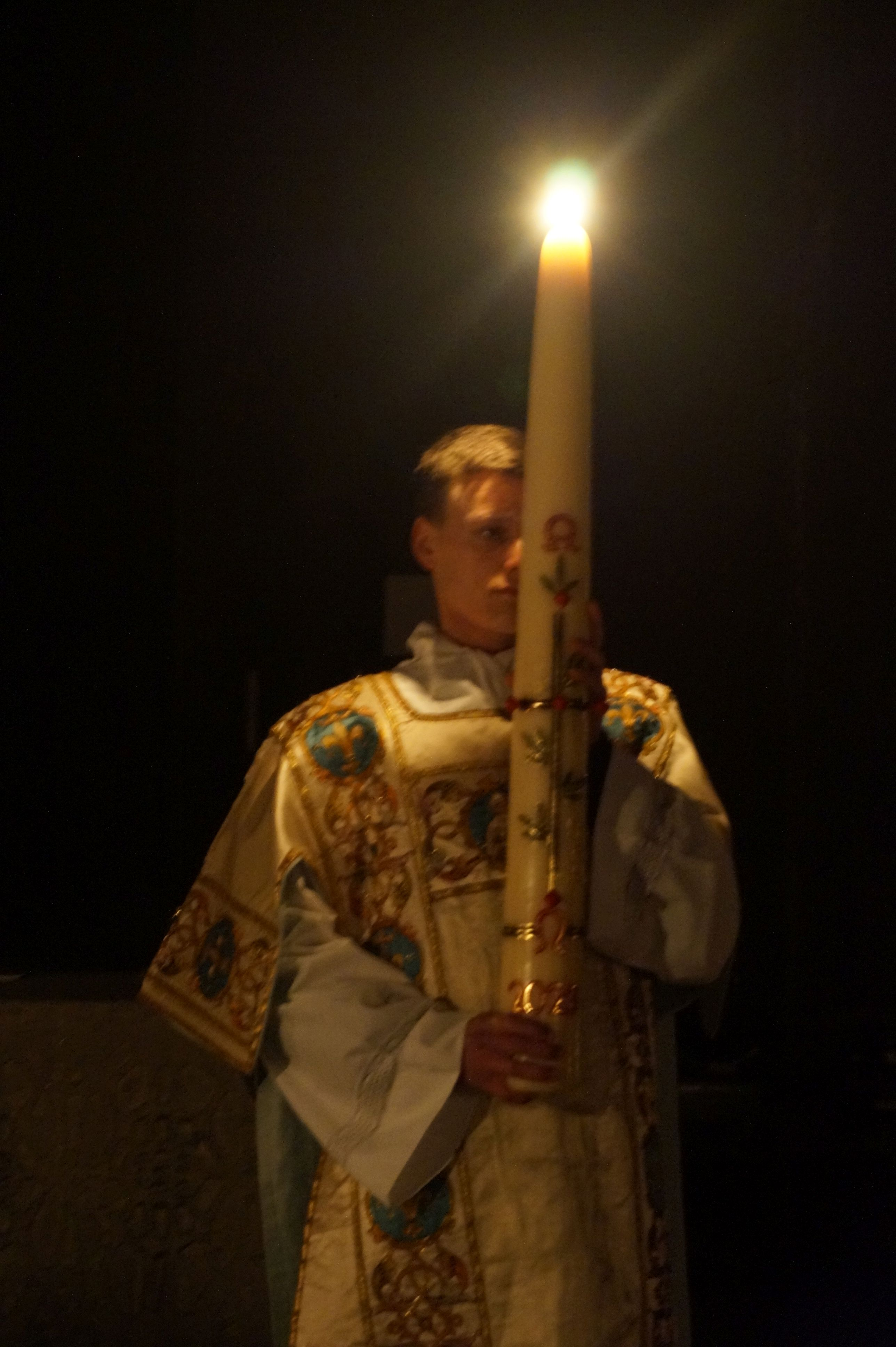
Einzug der Osterkerze (Mariendom Neviges 2023)

In der römisch-katholischen Kirche wird die Feier der hochheiligen Osternacht mit einer Liturgie begangen, die den Durchgang durch den Tod zum Leben sakramental nachvollzieht. Die Osternacht ist der Höhepunkt der drei österlichen Tage vom Leiden, vom Tod und von der Auferstehung des Herrn, in denen das Pascha-Mysterium begangen wird. Dieses österliche Triduum beginnt am Gründonnerstag mit der Messe vom Letzten Abendmahl, setzt sich fort in der Feier vom Leiden und Sterben Christi am Karfreitag, dem stillen Gebet der ganzen Kirche am Karsamstag und findet ihren Höhepunkt in der Feier der Osternacht. In ihr erwartet die Kirche in nächtlicher Wache die Auferstehung Christi und feiert diese mit den Sakramenten der Eingliederung in den Leib Christi, die Kirche (Kol 1,18 ): Taufe, Firmung und Eucharistie. Die Feier gliedert sich demnach in die zwei Phasen der Erwartung und der Festfreude. Das nächtliche Wachen bringt auch die Erwartung der Wiederkunft Christi zum Ausdruck.

Osterkerze auf dem Osterleuchter

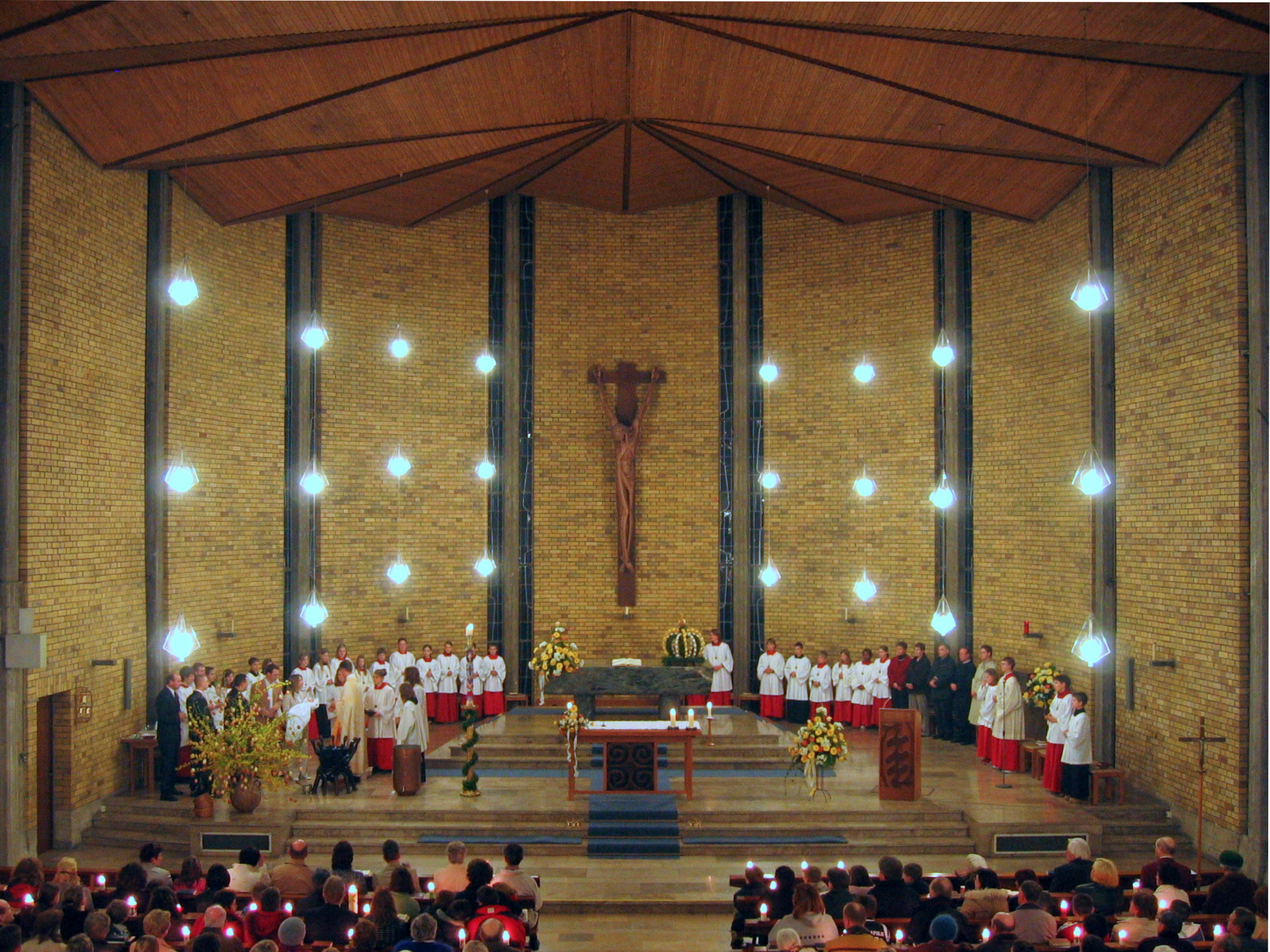
Tauffeier in der Osternacht
in St. Joseph, Öhringen

Die Feier der Osternacht ist ein Vigildienst, „sie soll nicht vor Einbruch der Dunkelheit beginnen und nicht nach der Morgendämmerung des Sonntags enden.“  Sie umfasst vier Hauptteile:
- Lichtfeier (feierlicher Beginn der Nachtfeier)
- Wortgottesdienst
- Tauffeier
- Eucharistiefeier

Ablauf
- Segnung des Osterfeuers, Bereitung und Entzündung der Osterkerze
- Einzug mit der Osterkerze unter dem dreimaligen Ruf „Lumen Christi“ oder „Christus, das Licht“ in die dunkle Kirche
- Allen Gläubigen wird das Licht der Osterkerze gereicht.
- Exsultet („Osterlob“)
- alttestamentliche Lesungen, jeweils mit Antwortpsalm und abschließender Oration
- Gloria (alle Glocken läuten und die Orgel erklingt wieder, die Altarkerzen werden entzündet)
- Tagesgebet
- Epistel
- Ruf vor dem Evangelium (zum ersten Mal seit dem Aschermittwoch erklingt das Halleluja)
- Osterevangelium
- Homilie
- Allerheiligenlitanei mit Bitten für die Täuflinge
- Taufwasserweihe
- ggf. Tauffeier (und Firmung)
- Allgemeine Erneuerung der Taufversprechen
- Besprengung der Gläubigen mit dem soeben geweihten Taufwasser zum Taufgedächtnis
- Fürbitten
- Eucharistiefeier: Gabenbereitung, Eucharistisches Hochgebet, Kommunion
- feierlicher Segen
- Auszug

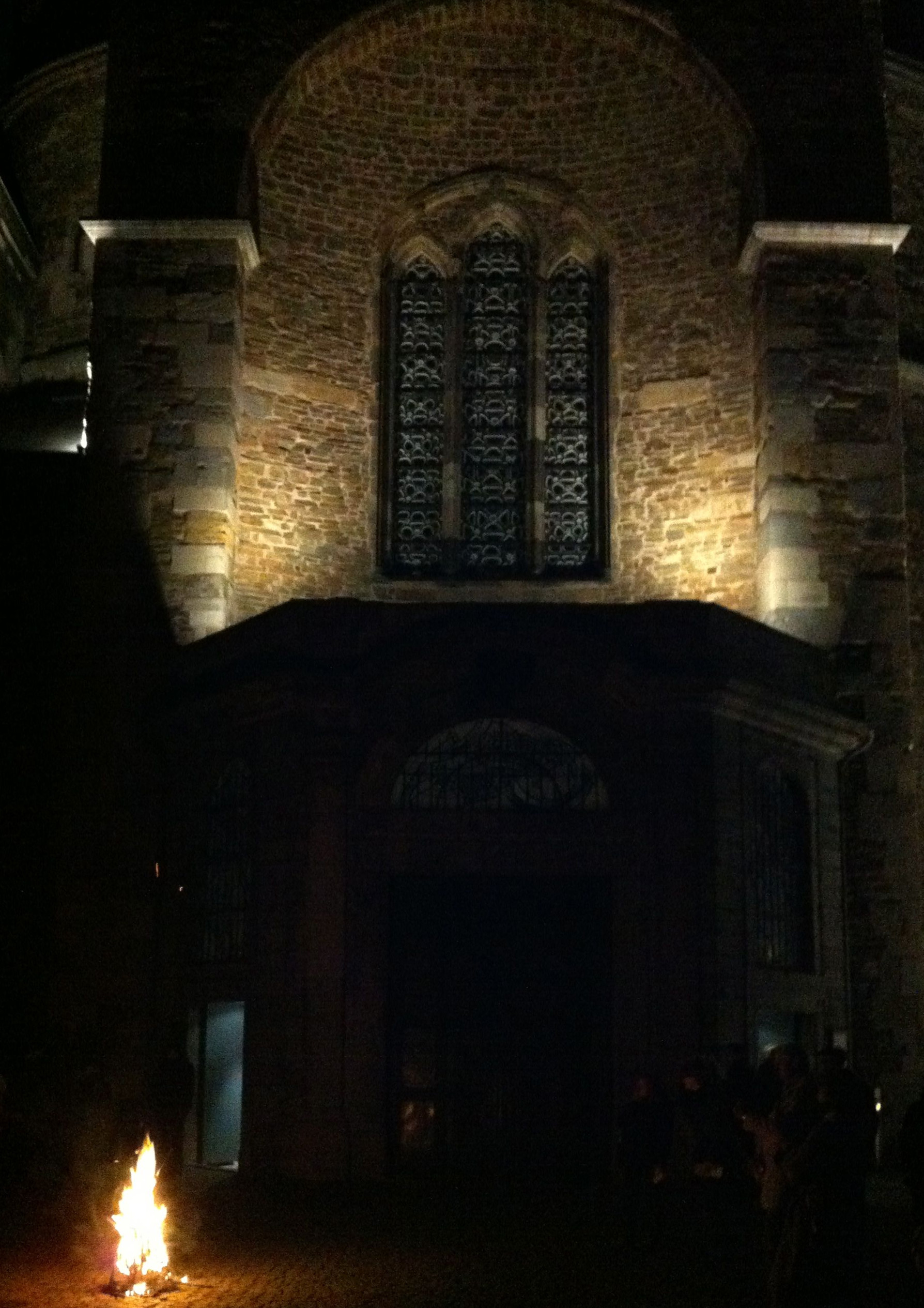
Osterfeuer vor dem Aachener Dom

Die eröffnende Lichtfeier beginnt möglichst außerhalb der Kirche beim zu segnenden Osterfeuer. Die Osterkerze wird mit einem Kreuz, einem Alpha und Omega (Symbol für Christus) und der jeweiligen Jahreszahl bezeichnet. In das Kreuz können fünf rote Weihrauchkörner als Symbol für die fünf Wunden Christi eingefügt werden. Dazu spricht der Priester: „Christus, gestern und heute, Anfang und Ende, Alpha und Omega. Sein ist die Zeit und die Ewigkeit. Sein ist die Macht und die Herrlichkeit in alle Ewigkeit. Amen. Durch seine heiligen Wunden, die leuchten in Herrlichkeit, behüte uns und bewahre uns Christus, der Herr. Amen.“ Dann wird die Osterkerze am Osterfeuer und den Worten „Christus ist glorreich auferstanden vom Tod. Sein Licht vertreibe das Dunkel der Herzen“ entzündet. Angeführt vom Diakon oder Priester mit der brennenden Osterkerze ziehen die Gläubigen dann in feierlicher Prozession in die dunkle Kirche ein. An drei Stellen – vor der Kirche, in ihrem Eingangsbereich und vor dem Altar – bleibt der Zug stehen und der Diakon, der Priester oder der Kantor singt den Ruf „Lumen Christi“ oder „Christus, das Licht“, auf welchen die Gläubigen jeweils mit „Deo gratias“ oder „Dank sei Gott“ antworten. Nach dem zweiten oder dritten „Lumen Christi“ gibt man das Licht der Osterkerze an die Kerzen, die alle in Händen tragen, weiter. Im Altarraum angekommen, stellt der Diakon bzw. Priester die Kerze auf ihren Leuchter, und er (oder der Kantor) singt das „Osterlob“ (Exsultet), einen langen Lobpreis der Osterkerze – die ein Symbol des Leibes Christi ist – und der Osternacht selbst. Dies ist der Höhepunkt und der Abschluss der einleitenden Lichtfeier.
Im anschließenden Wortgottesdienst werden Schriftlesungen über die Großtaten der Heilsgeschichte vorgetragen. Die Teilnehmer hören zunächst in ruhiger Betrachtung (wenigstens drei und bis zu) sieben Lesungen aus dem Alten Testament. Einer jeden folgen der Antwortpsalm und eine eigene Oration.
Die Lesungen beginnen mit der ersten Erzählung von der Entstehung der Welt (Gen 1,1–2,2 ), erwähnen die Verheißungen Gottes an Abraham (Gen 22,1–18 ) und führen dann über zu den Heilsereignissen des alten Bundes. Die wichtigste alttestamentliche Lesung, die nie ausfallen darf, ist der Bericht vom Auszug aus Ägypten, dem Durchzug der Israeliten durch das Rote Meer aus der Sklaverei Ägyptens in die Freiheit (Ex 14,15–15,1 ). Er wird als Vorbild der Befreiung durch die christliche Taufe verstanden. Die anderen Lesungen aus dem alten Testament weisen auf Christus als den Erlöser hin (Jes 54,5–14 , Jes 55,1–11 , Bar 3,9-15.32–4,4  und Ez 36,16–17a.18–28 ).
Nach den Lesungen des Alten Testaments wird unter Orgelspiel und dem Läuten sämtlicher Kirchenglocken inner- und außerhalb der Kirche feierlich das Gloria gesungen; es ist das erste Mal seit dem Gloria am Gründonnerstag, dass die Glocken läuten und die Orgel spielt. Es folgen das Tagesgebet der Messfeier und die Epistel, eine Lesung aus dem Römerbrief des Apostels Paulus über die Taufe als Eingliederung in Christus (Röm 6,3–11 ). Als Ruf vor dem Evangelium wird dann zum ersten Mal seit dem Aschermittwoch – nach 46 Tagen – wieder das Halleluja gesungen, das häufig in einer nur in der Osternacht gesungenen feierlichen Melodie (Gotteslob Nr. 312,9), vom Priester angestimmt und vom Volk wiederholt wird. An Ostern und in der Osterzeit wird es dreimal gesungen. Es folgen die Verkündigung des Evangeliums von der Auferstehung des Herrn (Mt 28,1–10  (Lesejahr A), Mk 16,1–7  (Lesejahr B) oder Lk 24,1–12  (Lesejahr C)) und die Auslegung in der Homilie.

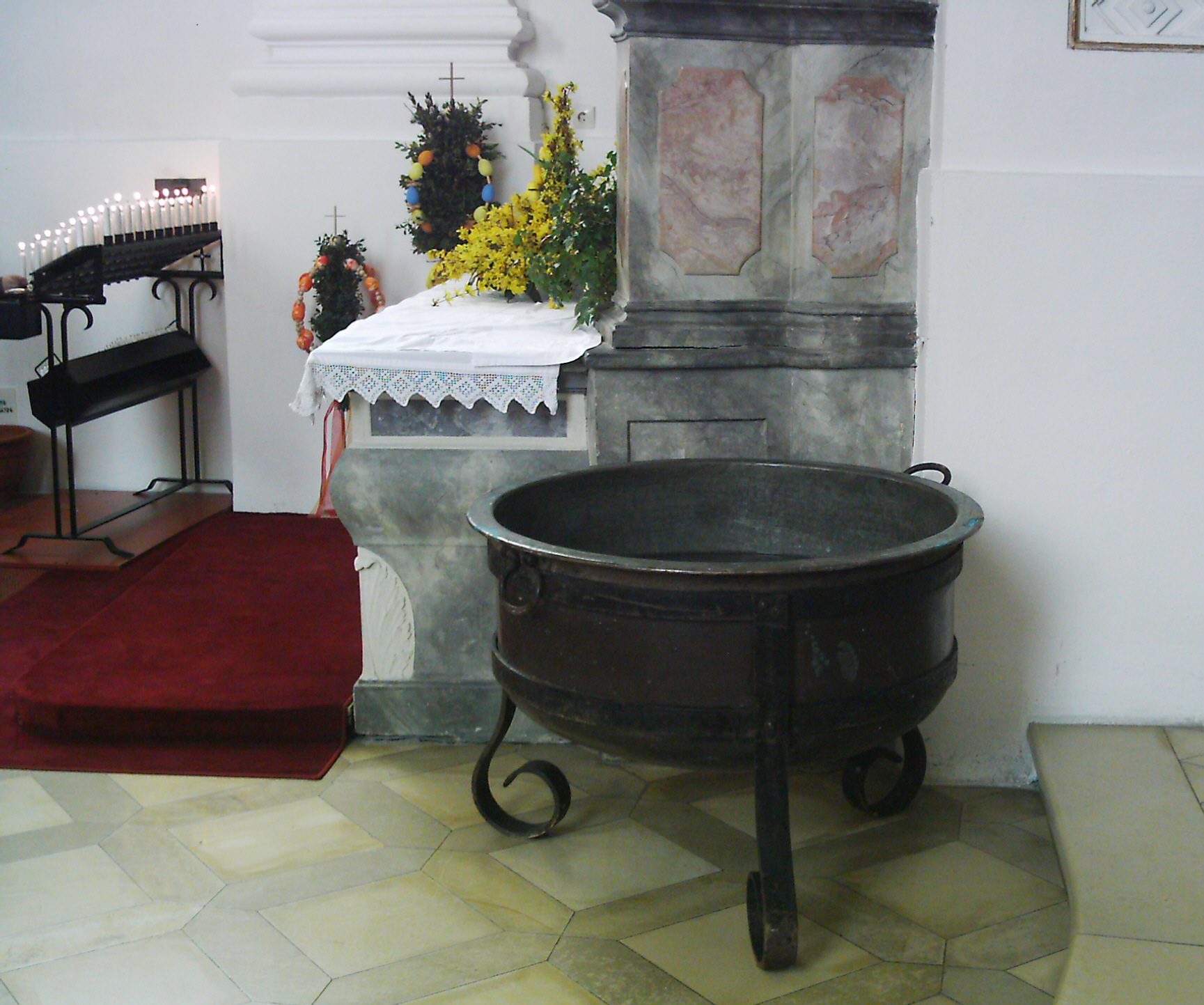
Osterwasser-Becken

Daran schließt sich unmittelbar die Tauffeier an, die mit der Allerheiligenlitanei eröffnet wird. Dann wird das Taufwasser gesegnet und es folgt der Ritus der Taufe. Die Katechumenen (bei Säuglingen stellvertretend deren Eltern und Paten) schwören dem Satan ab und bekennen sich zu den zentralen Glaubenswahrheiten. Anschließend werden die Täuflinge durch Untertauchen oder Übergießen getauft. Wenn die Neugetauften keine Kinder sind, folgt sofort das zweite Eingliederungssakrament, die Firmung. In die Taufliturgie werden alle Gläubigen einbezogen: Sie erneuern mit brennenden Kerzen in den Händen ihr Taufversprechen und werden anschließend mit dem soeben geweihten Taufwasser besprengt. So werden sie an ihre eigene Taufe erinnert. Wenn keine Taufe stattfindet, kann dennoch Taufwasser für in der nächsten Zeit folgende Taufen gesegnet werden. Wird kein Taufwasser geweiht, dann segnet man, ohne Allerheiligenlitanei, sogenanntes Osterwasser als Weihwasser und die Anwesenden werden nach der Erneuerung ihrer Taufversprechen damit besprengt. Auch die seit Karfreitag leeren Weihwasserbecken an den Kircheneingängen werden mit dem gesegneten Wasser gefüllt. Die Gläubigen können etwas davon für den Gebrauch zu Hause und auf dem Friedhof mitnehmen. Wegen der erfolgten Taufversprechen entfällt das sonst übliche Credo vor den Fürbitten.

Den Höhepunkt der Osternachtfeier bildet die Eucharistiefeier. In der Regel bringen bei der Gabenbereitung die Neugetauften die Gaben zum Altar; dies können aber auch die Ministranten oder andere Gemeindemitglieder tun, häufig auch hier jedoch in besonders feierlicher Prozession. Für die Heilige Kommunion empfiehlt das Gottesdienstkongregation: „Es ist angebracht, der Kommunion in der Osternacht die Fülle des eucharistischen Zeichens zu geben, indem man sie unter den Gestalten von Brot und Wein reicht.“ 
Der feierliche Segen schließt diesen festlichen und frohen Gottesdienst ab. Vielerorts schließt sich an die Liturgie ein gemeinsames Ostermahl oder bei morgendlicher Feier ein festliches Frühstück an, in dem die alte Tradition der Agape weiterleben soll. Der Verzehr von zuvor gesegneten Osterspeisen und das Teilen der Ostereier bzw. das „Eierpecken“ sind ebenfalls Teil der volkstümlichen Osterbräuche.

### Römischer Ritus (Usus von 1962)
Die Feier der Osternacht wurde durch Papst Pius XII. 1951/56 in Zeitansatz und Gestaltung reformiert. Ihre frühere sog. tridentinische Gestalt war damit abgeschafft. Die Feier der Osternacht nach dem Missale Romanum von 1962 („pianische Liturgie“) unterscheidet sich nur unwesentlich von der heutigen Normalform und wird vor allem von den wenigen altritualistischen Orden und ordensähnlichen Gemeinschaften gefeiert. Hiernach kann sie auch für dauerhaft existierende Gruppen gefeiert werden, lediglich Privatmessen sind während des Triduum Sacrum untersagt.

## Die Feier in den evangelisch-lutherischen Kirchen

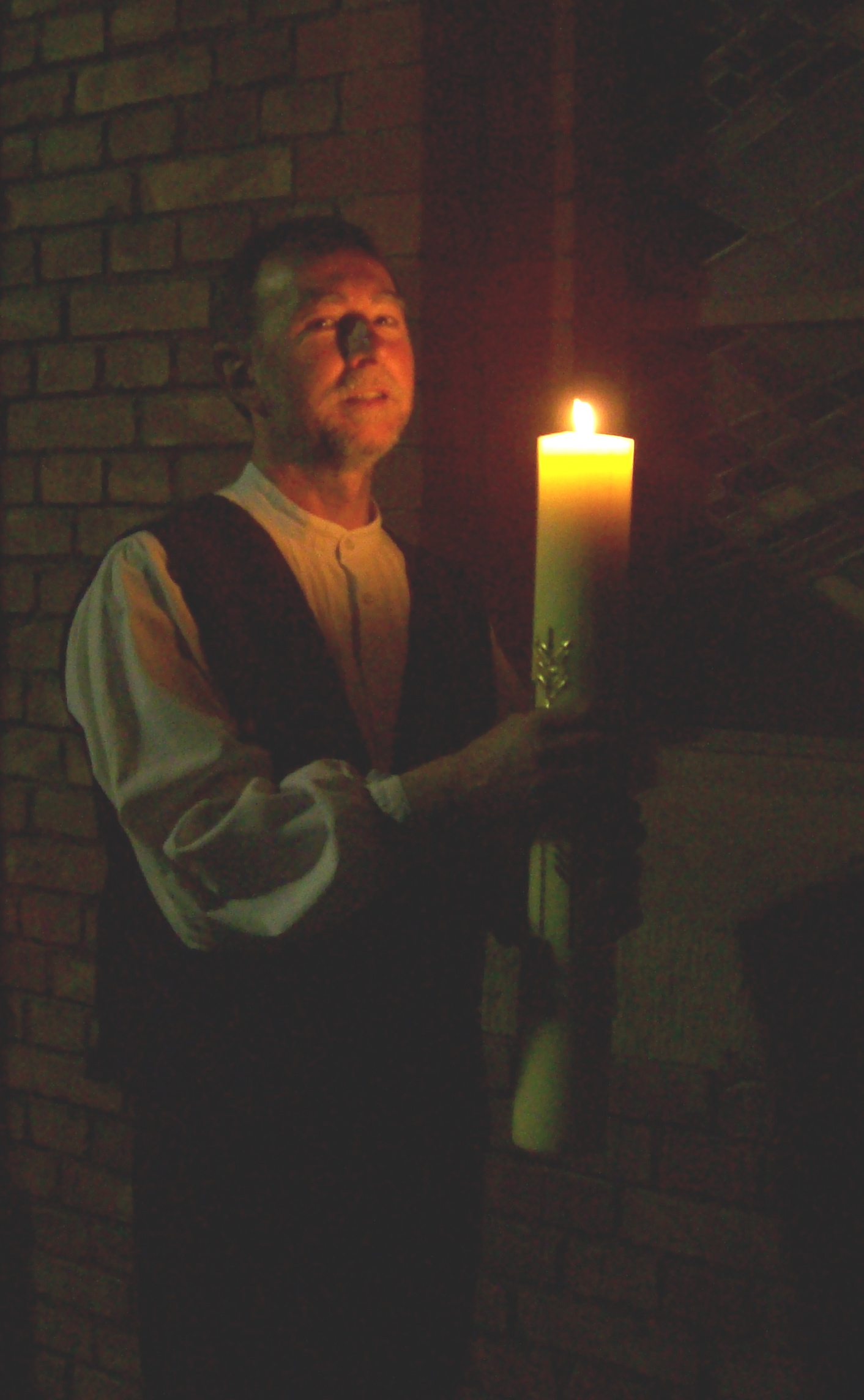
Evangelischer Diakon beim Einzug mit der Osterkerze

Das Grundgerüst der evangelischen Osternachtfeier ist der vorreformatorischen Tradition entlehnt. So finden sich vom Ruf „Christus, Licht der Welt“ über die prophetischen Lesungen bis zu Taufe und Abendmahl alle Elemente der „klassischen Osternacht“. Die Feier wird gegebenenfalls erweitert um weitere Lesungen und um Musik oder Zeiten der Stille. Den Abschluss bildet dann die Feier des Abendmahls.
Ablauf:

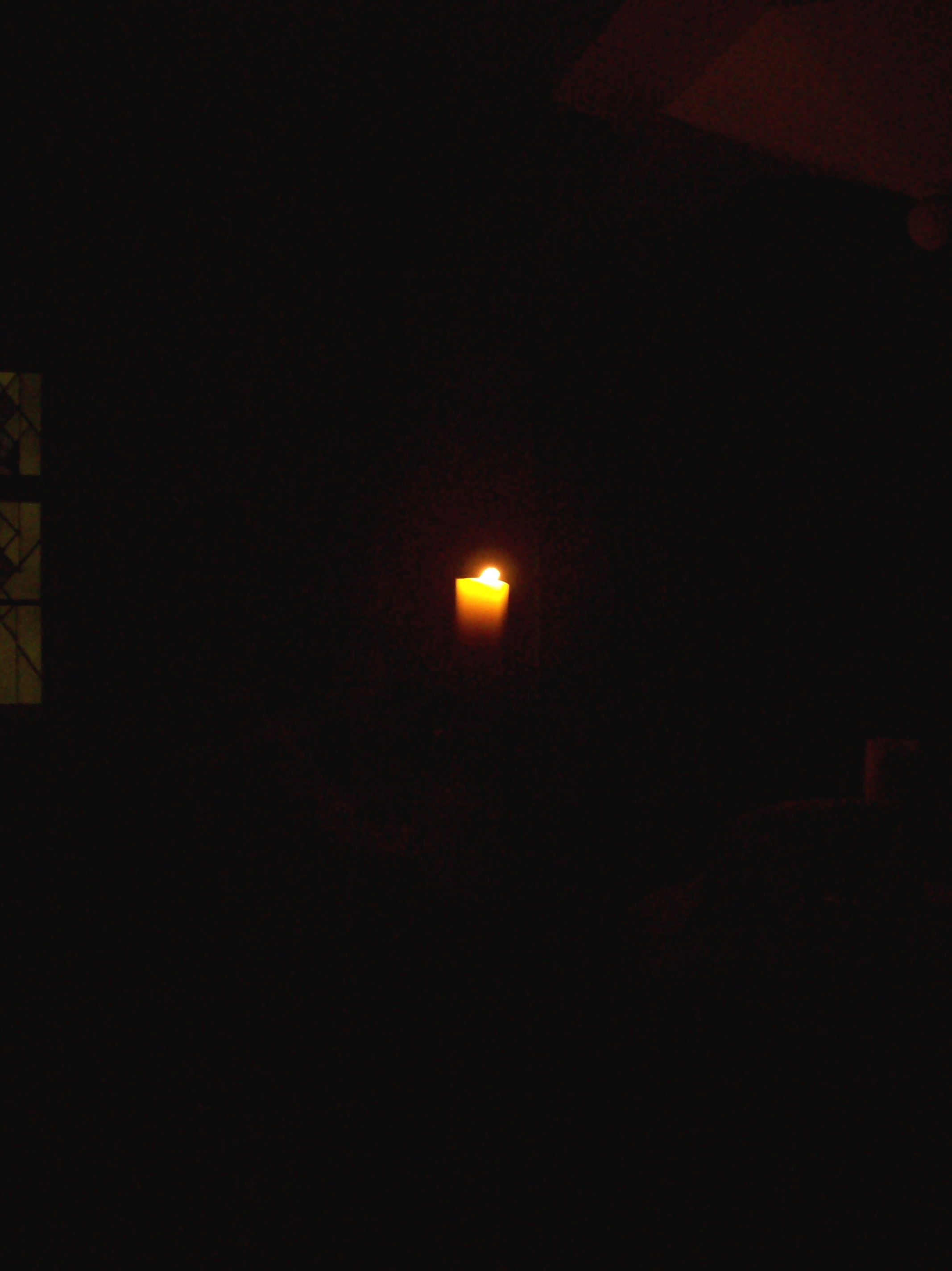
Die Osterkerze leuchtet in der nächtlichen Kirche

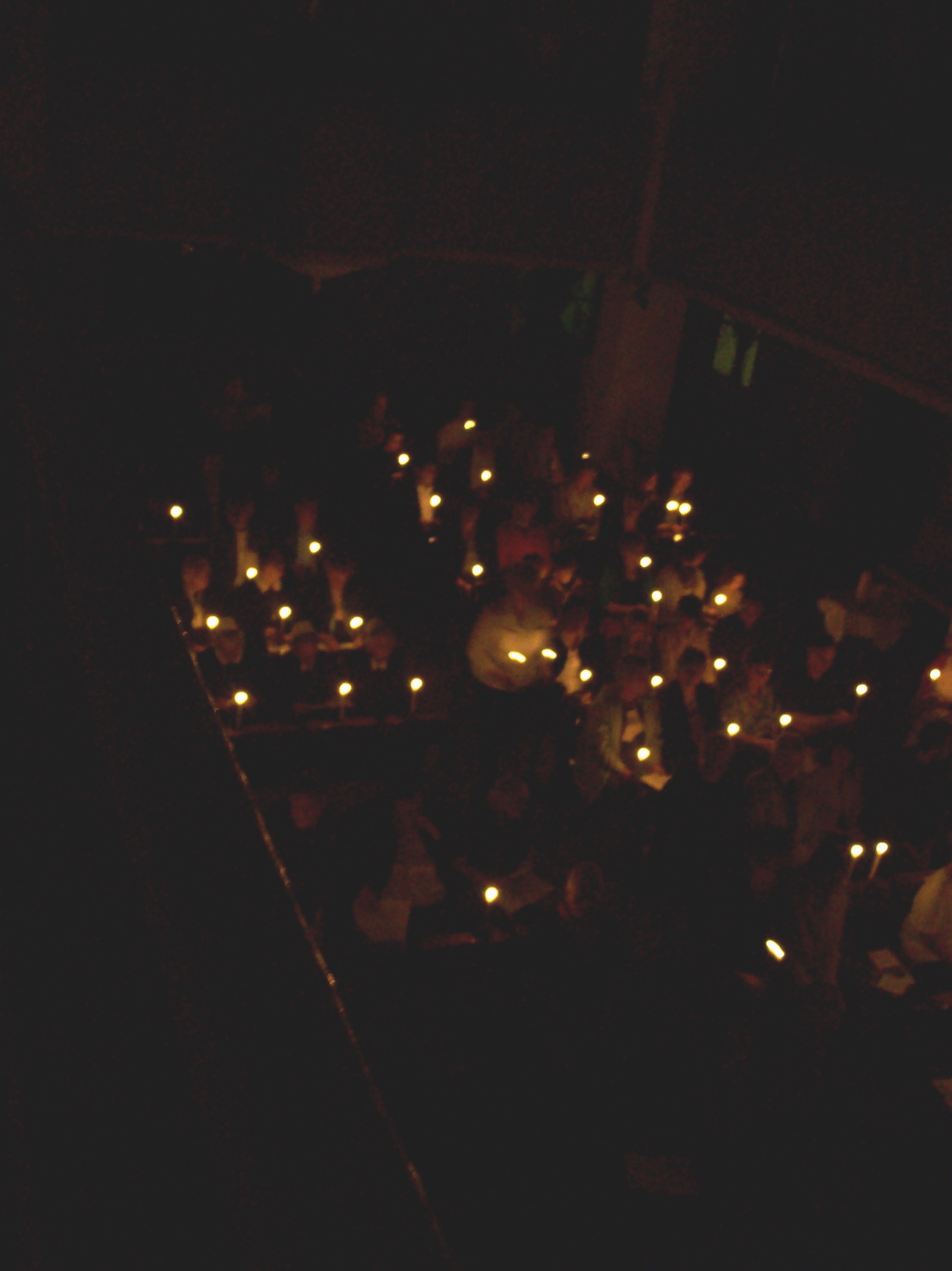
Die Gemeinde hat ihr Licht an der Osterkerze entzündet und hört das Osterevangelium

- Einzug mit der Osterkerze und Eröffnung mit dem Ruf „Christus, Licht der Welt – Gott sei ewig Dank.“
- Exsultet
- Sechs alttestamentliche Lesungen mit Gebeten und Liedern
- Taufen
- Taufgedächtnis
- Osterlitanei
- Gloria in excelsis
- Kollektengebet
- Epistel (gesungen oder gesprochen)
- Hallelujavers
- Hauptlied
- Heiliges Osterevangelium (gesungen oder gesprochen)
- Predigt
- Predigtlied
- Feier des Heiligen Abendmahls
- Segen
- Schlusslied

### Agende der VELKD
Die Agende Passion und Ostern der VELKD (2011) bietet zwei Modelle für die Feier der Osternacht an. Form I ist die klassische, traditionelle Osternacht, die mit der Lichtfeier beginnt; Form II dagegen beginnt mit den heilsgeschichtlichen Lesungen, worauf erst die Lichtfeier folgt.

#### Form I
In der dunklen Kirche kann die Lesung vom Sterben Jesu am Kreuz vorangehen.
Daraufhin wird die Osterkerze vor der Kirche oder am Osterfeuer entzündet. Die Osterkerze wird sodann mit dem dreimaligen Lichtruf („Christus, unser Licht!“ oder „Christus, Licht der Welt!“) in die Kirche getragen und auf den Osterleuchter gestellt.
Es folgt das Exsultet und die Reihe der heilsgeschichtlichen Lesungen. Beginnend mit der Schöpfungsgeschichte wird die ganze Geschichte Gottes mit Israel durch (insgesamt zwölf) Lesungen aus dem Alten Testament in Erinnerung gerufen. Darunter kann ausgewählt werden; es sollten aber stets die Schöpfungsgeschichte, der Auszug aus Ägypten oder der Durchzug durchs Schilfmeer vorkommen.

#### Form II
Die Gemeinde versammelt sich in der dunklen Kirche. Die heilsgeschichtlichen Lesungen werden (in Auswahl, wie Form I) von hinten oder von der Seite vorgetragen. Anschließend wird die Osterkerze im Eingangsbereich der Kirche entzündet und mit dem dreimaligen Lichtruf zum Osterleuchter getragen. Es folgt das Exsultet.

#### Gemeinsame Fortsetzung von I und II
Hier schließt sich die Tauffeier oder, falls keine Taufe vollzogen werden kann, das Taufgedächtnis an. Beim Taufgedächtnis erneuern die Anwesenden ihr Taufbekenntnis. Ihnen wird ein Bibelwort zugesprochen, der fakultativ mit einer Zeichenhandlung verbunden sein kann (Versprengen von Wasser aus dem Taufbecken).
Bei der Abfolge der Liturgie der Osterverkündigung sind Varianten möglich. Vorgeschlagen ist die Reihenfolge Christusanrufungen – Gloria – Tagesgebet – Halleluja. Nachdem das Halleluja in der Passionszeit verstummt war, erklingt es nun erstmals wieder. Das Evangelium Mt 28,1–10  sollte möglichst gesungen werden. Liturgin oder Liturg und Gemeinde stimmen im Wechsel den Ostergruß an: „Der Herr ist auferstanden, Halleluja!“ – „Er ist wahrhaftig auferstanden, Halleluja!“ Zum Gesang von „Christ ist erstanden“ stimmt die Orgel ein, und die Glocken werden geläutet. An dieser Stelle folgt die Predigt, die aber kurz sein soll, da die Verkündigung in der Osternacht hauptsächlich über die Lesungen und die liturgischen Abläufe geschieht. Fakultativ können Fürbitten diesen Teil der Osternacht abschließen.
Der nächste Hauptteil ist die Abendmahlsfeier, die österliche Motive aufnimmt (z. B. kann der Ostergruß im Friedensgruß wiederholt werden). Mit Sendung und Segen schließt die Feier der Osternacht, gegebenenfalls kann die Gemeinde anschließend zum Osterfrühstück einladen.

## Die Feier in der alt-katholischen Kirche
Die Osterfeier in der Alt-Katholischen Kirche in Deutschland umfasst folgende Teile:
- Lichtfeier
- Nachtwache mit Lesungen
- Taufe bzw. Taufgedächtnis
- Eucharistiefeier

Der Einzug mit der brennenden Osterkerze und das Exultet bilden den Kern der Lichtfeier. Die Segnung des Feuers und das Bezeichnen der Osterkerze können unter Umständen entfallen. Für das Exultet werden drei Textfassungen angeboten, davon eine von Norbert Lohfink (Übersetzung) und Norbert Bücken (Vertonung).
Die Lesung vom Durchzug durch das Rote Meer ist obligatorisch. Wenigstens eine weitere Lesung aus den Propheten ist vorgeschrieben. Zu jeder Lesung wird neben Antwortpsalm und Oration eine kurze Hinführung (Präfamen) angeboten.
Zur Feier der Osternacht gehört, dass das Halleluja nach der vierzigtägigen Fastenzeit, in der es unterbleibt, feierlich wieder angestimmt wird. Bei der Auswahl der Lieder und Antwortgesänge soll darauf geachtet werden, dass es dort nicht vorweggenommen wird.
Es stehen vier verschiedene Modelle zur Auswahl:
Modell A
Lichtfeier
1.1 Gebet am Osterfeuer
1.2 Deutung der Kerze
1.3 Einzug mit dem Licht
1.4 Exsultet
Lesungen der Nachtwache
2.1a Lesung (Schöpfung oder Noach)
2.2a Antwortgesang oder Lied
2.3a Oration
2.1b Lesung (Auszug)
2.2b Antwortgesang oder Lied
2.3.b Oration
2.1c Lesung (Eschatologischer Ausblick)
2.2c Antwortgesang oder Lied
2.3c Oration
Eucharistiefeier, erster Teil
3. Gloria
4. Tagesgebet
5. Epistel
6. Oster-Halleluja
7.1 Oster-Evangelium
7.2 Predigt
8. Fürbitten
Taufe oder Taufgedächtnis
9.1 Taufwasser-Segnung
9.2 Taufversprechen bzw. Taufspendung
Eucharistiefeier, zweiter Teil
mit wechselnden Teilen:
10.0 Gebet über die Gaben
10.1 Präfation, Eucharistiegebet, Vaterunser, Agnus Dei, Friedensgruß
10.2 Schlussgebet
10.3 Feierlicher Schlusssegen
Modell B
2–1[–3–4]–5–6–7–9–8–10
Die Lesungen der Nachtwache werden nach diesem Ablauf vorgezogen. Mancherorts werden sie an einem anderen Ort vorgetragen. Der Einzug mit dem Licht findet nach den Lesungen der Nachtwache statt und bildet den Anfang der Auferstehungsverkündigung. Tagesgebet und Gloria sind in diesem Ablauf eine Doppelung hymnischer Elemente zum Exsultet. Sie können daher entfallen oder das Gloria wird als Antwortgesang auf das Auferstehungsevangelium gesungen.
Modell C
1–2–9–3–4–5–6–7–8–10
Da die Lesungen einen gemeinsamen Bezugspunkt in der Taufe haben, geht die Vigilfeier dem Taufgedächtnis bzw. der Tauffeier voraus. Das Gloria wird als Dankgesang für das in der Taufe erfahrene Heil dargebracht.
Modell D
1–2–5–6–7.1+3–7.2–9–8–10
Die Lesungen der Nachtwache und die neutestamentlichen Lesungen bilden nach diesem Ablauf einen zusammenhängenden Wortgottesdienst. Das Gloria bildet hier den Dankgesang der Gemeinde auf die Auferstehungsbotschaft.
Die Allerheiligenlitanei findet sich nicht im Eucharistiebuch.
Da den alt-katholischen Rubriken nicht die gleiche Verbindlichkeit zukommt wie den Rubriken der römisch-katholischen Kirche, wird mancherorts auch, angelehnt an die klassische Abfolge, zuerst die Vigil (mit Lichtfeier) begangen, dann die Allerheiligenlitanei als Prozessionsgesang zum Taufbrunnen gesungen, worauf die Taufwasserweihe folgt, und sodann das Gloria als Prozessionsgesang zum Altar angestimmt, das mit dem Tagesgebet abgeschlossen wird. Anschließend trägt ein Lektor die Epistel vor. Credo, Friedensgruß und Fürbitten (Fürbittlitanei) – da bereits Elemente der Tauffeier – entfallen.

## Alternativer Ablauf
Der Beginn von Abendgottesdiensten und Vigilfeiern mit einer Lichtfeier hat – nicht nur für die Osternacht – eine lange Tradition. Dennoch wird verschiedentlich in der liturgischen Diskussion erwogen, ob nicht ein alternativer Ablauf „vom Dunkel zum Licht“ „die Grundthematik vom Tod zum Leben“ deutlicher zum Ausdruck bringen könnte. Ein Beginn mit den Lesungen, auf die dann erst die Lichtfeier folgt, wird in der evangelisch-reformierten Kirche in der Schweiz und lokal in evangelisch-lutherischen Gemeinden in Deutschland praktiziert, in der altkatholischen Osternachtliturgie ist der Ablauf als Modell B vorgesehen. Auch in römisch-katholischen Gemeinden gibt es Versuche in diese Richtung. Lichtfeier und Exsultet könnten im Anschluss an den Wortgottesdienst ihren Platz finden und so zur Tauffeier überleiten oder in die Tauffeier einbezogen werden.

## Die Feier in den orthodoxen und orientalisch-orthodoxen Kirchen
Im byzantinischen Ritus wurde die Feier der Osternacht ebenfalls im Mittelalter zeitlich vorverlegt, was bis in die Gegenwart nicht revidiert wurde.
Die Traditionen der altkirchlichen Osternachtwache finden sich daher in einem Vespergottesdienst, der am Vormittag des Karsamstags gehalten wird. Nach einem kleinen Einzug folgen die 15 heilsgeschichtlichen Lesungen und die Basiliosliturgie. Sie bewahrt Reste der einstigen Tauffeier und hat ein archaisches Gepräge. So wird anstelle des Trisagion „Die auf Christus ihr seid getauft“ gesungen, womit einst die Neugetauften von der Gemeinde begrüßt wurden. Das Canticum wird versweise vom Vorsänger vorgetragen und von der Gemeinde mit einem Kehrvers beantwortet: diese Form der Psalmodie war in Konstantinopel bis ins Hochmittelalter üblich. Zwischen Apostel und Evangelium wird Psalm 82 (81) gesungen; währenddessen legen bei den Slawen die bisher dunkel gekleideten Kleriker hell leuchtende Festgewänder an. Anstelle des Cherubikon wird (einmalig, nur in diesem Gottesdienst) „Es schweige alles sterbliche Fleisch“ (Σιγησάτω πᾶσα σάρξ βροτεία) aus der Alt-Jerusalemer Liturgie gesungen, während Brot und Wein zum Altar getragen werden. In diesem Gottesdienst ist also die alte orthodoxe Osterfeier bewahrt, nur findet sie wegen der zeitlichen Ansetzung am Samstagvormittag relativ wenig Beachtung.
In der Nacht von Karsamstag auf Ostersonntag findet zuerst das Mitternachtsgebet statt (griechisch Μεσονύκτικον Mesonyktion, kirchenslawisch Полуношница Polúnoschniza). Danach (genau um Mitternacht) folgt der Ostermorgengottesdienst (Orthros). Vor Beginn des Orthros ist es bei den Griechen üblich, Mk 16,1–8  als Osterevangelium zu lesen. Dann werden in der Kirche alle Lichter gelöscht, das „Heilige Feuer“ wird an die Gläubigen verteilt und die Glocken läuten, während das Troparion gesungen wird. Oft wird der orthodoxe Ostergruß (griechisch Χριστός ανέστη. Αληθώς ανέστη! Zu deutsch: Christus ist auferstanden. Wahrlich er ist auferstanden!) wiederholt. Der Osterkanon des Johannes von Damaskus bildet einen inhaltlichen Schwerpunkt.

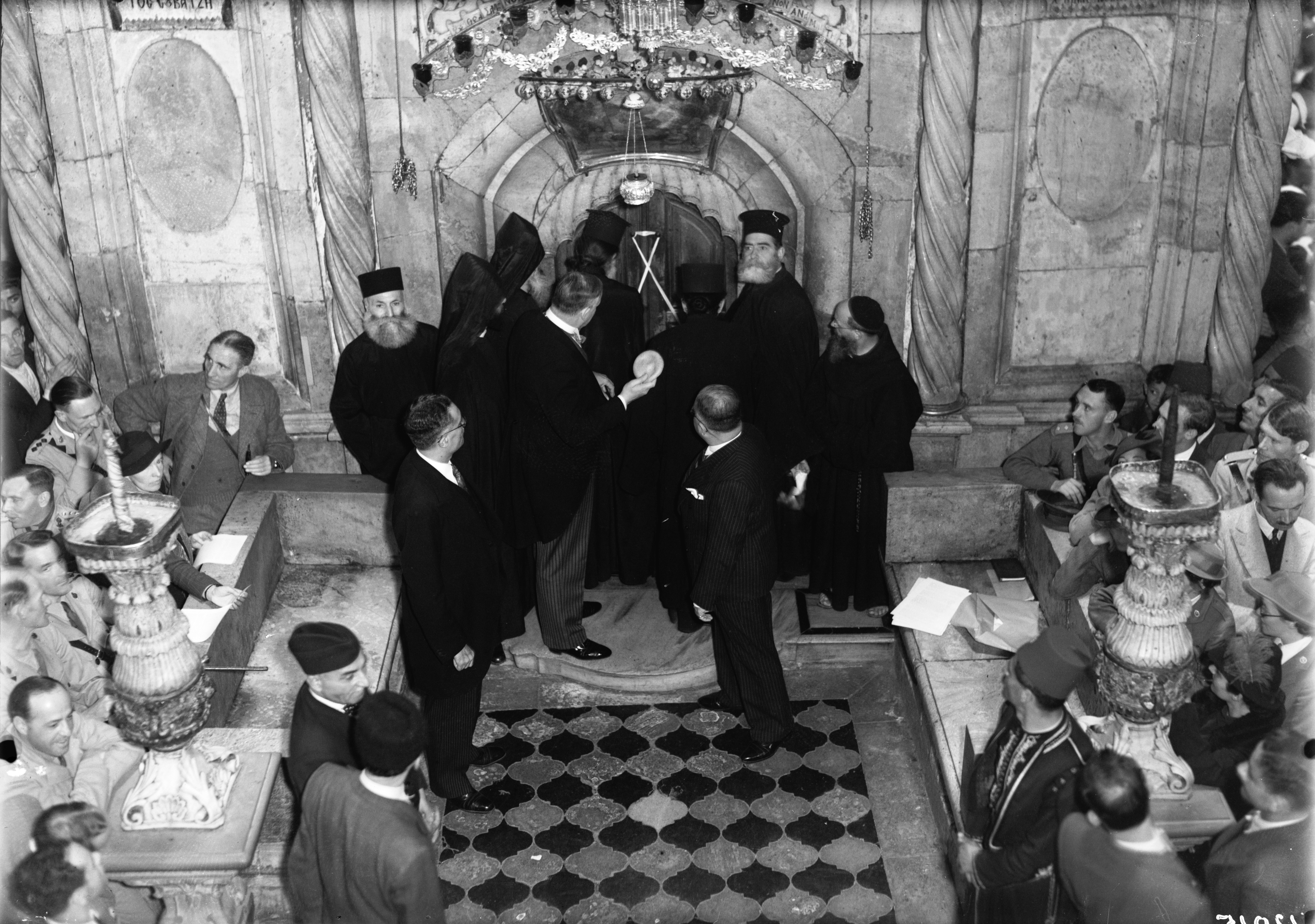
Vor der Heilig-Grab-Ädikula, Warten auf das Heilige Feuer (1941).

## Das heilige Feuer in der Grabeskirche
Im Zusammenhang mit den orthodoxen Osterfeierlichkeiten in Jerusalem tritt das Phänomen des „Heiligen Feuers“ auf, von dessen Existenz schon seit dem achten Jahrhundert berichtet wird. Die Kreuzfahrer machten diese Tradition in der Westkirche bekannt.
Der russische Abt Daniel beschrieb das „Wunder des heiligen Feuers“ und die es umrahmenden Riten sehr detailliert in seiner Reisebeschreibung aus den Jahren 1106/07. Am Karsamstag des orthodoxen Osterfestes, gegen 14 Uhr, entzündete sich in der Heilig-Grab-Ädikula in der Grabeskirche eine Kerze in der Hand des orthodoxen Patriarchen angeblich von selbst und ohne Fremdeinwirkung. Von Abt Daniel wurde das Phänomen als Lichtsäule über der Grabesplatte beschrieben, an der sich an einer bestimmten Stelle eine Kerze entzünden ließ. Diese Flamme wurde in der Kirche von einem Priester nach Verlassen des Grabes an die Gläubigen weitergereicht. Viele Kerzen oder Öllampen sollen sich allerdings auch von selbst entzündet haben, nachdem die Lichterscheinung in der Kapelle aufgetreten war.
Das Feuer selbst soll die Eigenschaft haben, in den ersten Minuten keine Versengungen hervorzurufen. Eine Scharlatanerie soll durch die vorherige amtliche Versiegelung des Grabes und eine Untersuchung des Priesters vor Betreten ausgeschlossen werden. Man folgt auch hier einer alten Tradition, nach der die Römer das Grab Jesu nach seiner Grablegung ebenfalls versiegelten, um zu verhindern, dass der Leichnam gestohlen werde und so behauptet werde, Jesus sei von den Toten auferstanden.